# Surinaamse parlementsverkiezingen 1973
De Surinaamse parlementsverkiezingen in 1973 vonden plaats op 19 november. Tijdens de verkiezingen werden de leden van de Staten van Suriname gekozen. De winnaar van deze verkiezingen was de Nationale Partij Kombinatie (NPK). De alliantie behaalde een ruime meerderheid in het parlement. Henck Arron trad aan als premier van Suriname.
Op dezelfde dag werden schaduwverkiezingen in de Bijlmermeer in Amsterdam gehouden. Deze bleken niet representatief te zijn, omdat er relatief veel Creolen naar Amsterdam en Hindoestanen naar Den Haag waren verhuisd, waardoor hun mening ondervertegenwoordigd was.

## Deelnemende partijen
| Partij | afkorting | partijleider         | lijst      |
| --- | --------- | -------------------- | ---------- |
| Actiegroep | AG        |                      | kandidaten |
| Bosneger Eenheids Partij | BEP       |                      | kandidaten |
| Democratische Unie Suriname | DUS       |                      | kandidaten |
| Democratisch Volks Front | DVF       |                      | kandidaten |
| Hindostaanse Progressieve Partij | HPP       | Jaipersad Sohansingh | kandidaten |
| Nationale Partij Kombinatie - Nationale Partij Suriname (NPS) - Partij Nationalistische Republiek (PNR) - Progressieve Surinaamse Volkspartij (PSV) - Kerukunan Tulodo Prenatan Inggil (KTPI) | NPK       | Henck Arron          | kandidaten |
| Progressieve Nationale Partij | PNP       | Just Rens            | kandidaten |
| Sarikat Rakjat Indonesia | SRI       |                      | kandidaten |
| Vooruitstrevende Hervormings Partij | VHP       | Jagernath Lachmon    | kandidaten |
| Vooruitstrevende Moslim Partij | VMP       |                      | kandidaten |
| Verenigde Volks Partij | VVP       |                      | kandidaten |

## Uitslag
| Allianties en partijen | Aantal stemmen | %     | Uitslag in zetels   |
| --- | -------------- | ----- | ------------------- |
| Nationale Partij Kombinatie (NPK) - Nationale Partij Suriname (NPS) - Partij Nationalistische Republiek (PNR) - Progressieve Surinaamse Volkspartij (PSV) - Kerukunan Tulodo Prenatan Inggil (KTPI) | 61.700         | 50,28 | 22 (13) (4) (3) (2) |
| VHP-blok - Vooruitstrevende Hervormings Partij (VHP) - Sarekat Rakjat Indonesia (SRI) | 47.931         | 39,06 | 17 (16) (1)         |
| Progressieve Nationale Partij (PNP) | 3.908          | 3,18  | 0                   |
| Bosnegers Eenheid Partij (BEP) | 3.198          | 2,61  | 0                   |
| Hindostaanse Politieke Partij (HPP) | 3.121          | 2,54  | 0                   |
| Totaal | 122.711        | 100   | 39                  |

## Parlementsleden

### NPS (13)
- Henck Arron (25-04-1936), opvolging door Fred Derby (PNR)
- Michael Cambridge (18-11-1930) minister, opvolging door Otmar Roëll Rodgers (NPS)
- Olton van Genderen (17-10-1921) minister, opvolging door Rudi George Rodrigues (NPS)
- Achmed Karamat Ali (15-07-1930) minister, opvolging door Ernest Marius Creebsburg (NPS)
- Reinier Hugo Komproe (26-11-1928)
- Albertina Jeanette Liesdek-Clarke (28-10-1945)
- Charles Lie Kong Fong, teruggetreden, opvolging in 1975 door Frederik Kasmin Martodihardjo (KTPI)
- Ruffus Barend Rudie Nooitmeer, fractieleider
- Slamet Paul Somohardjo
- Sammy Harold Rudi Vreede
- Walther André Zalmijn
- Edmund Ferdinand Vriesde
- Ludwig Edmund Herkul (02-05-1929)

### PNR (4)
- Eddy Bruma (30-05-1925)
- Robin Ewald Raveles (29-03-1935)
- Désiré Willem Refos (01-03-1934)
- Harold Hubert Rusland (26-06-1938)

### PSV (3)
- Emile Linus Alfred Wijntuin (22-09-1924)
- Marius Theodorus Johannes Bean (30-01-1941)
- Fedor Rudi Bottse (09-06-1931)

### KTPI (2)
- Willy Soemita (01-03-1936), minister, opvolging door Eugène Hendrik Arichero (NPS)
- Ramin Amat (05-01-1935)

### VHP (16)
- Jagernath Lachmon 21-09-1916, fractieleider
- Jnan Hansdev Adhin 24-01-1927
- Toyabali Ahmadali 21-02-1931
- Riboet Dasiman, verhuizing in 1975 naar Nederland, opvolging in 1976 door Sonny Legimin Kartopawiro (VHP) die kort daarop overstap maakte naar NPS
- Harry Radhakishun 25-07-1921. opvolging in 1974 door Jarien Nicolaas Vredehof Gadden (PBP)

- Jagernath Dihal 05-08-1921
- Dewendreersad Hindori 13-08-1933, VHP (aanvankelijk), HPP
- Bhagwansingh Laigsingh 15-12-1935
- Frits Eduard Mangal Mitrasing 25-03-1921
- Lachmiepersad Mungra 27-04-1929
- Nannan Panday 21-10-1928
- Moestava Shaukat Ali Nurmohamed 14-02-1938
- Leo Naurang Pahladsingh 27-10-1925
- Ramdien Sardjoe 10-10-1935
- Visnudath Sharma Sietaram 26-02-1931
- Chanderdath Tilakdharie 14-10-1939

### SRI (1)
Sahidi Rasam 17-10-1936